# ایستگاه سجونگ کبیر
ایستگاه سجونگ کبیر ایستگاه پژوهشی برای برنامه پژوهشی جنوبگان کره است که نام خود را از سجونگ کبیر (۱۳۹۷–۱۴۵۰) گرفته است.
این ایستگاه در ۱۷ فوریه ۱۹۸۸ بنیانگذاری شد و ۱۱ ساختمان تأسیساتی و دو رصدخانه را در بر می‌گیرد و در شبه جزیره بارتون (جزیره پادشاه جورج) واقع شده است. در حال حاضر این ایستگاه را دانشمند ارشد آن این-یونگ آن مدیریت می‌کند. این ایستگاه در منطقه‌ای با آب و هوای نسبتاً معتدل است و از این رو حیوانات زیادی را برای جفت‌گیری تابستانی به خود جذب می‌کند (که به همین دلیل هم زیست‌شناسان زیادی را به خود جذب کرده است).